# Las aventuras de Cleopatra

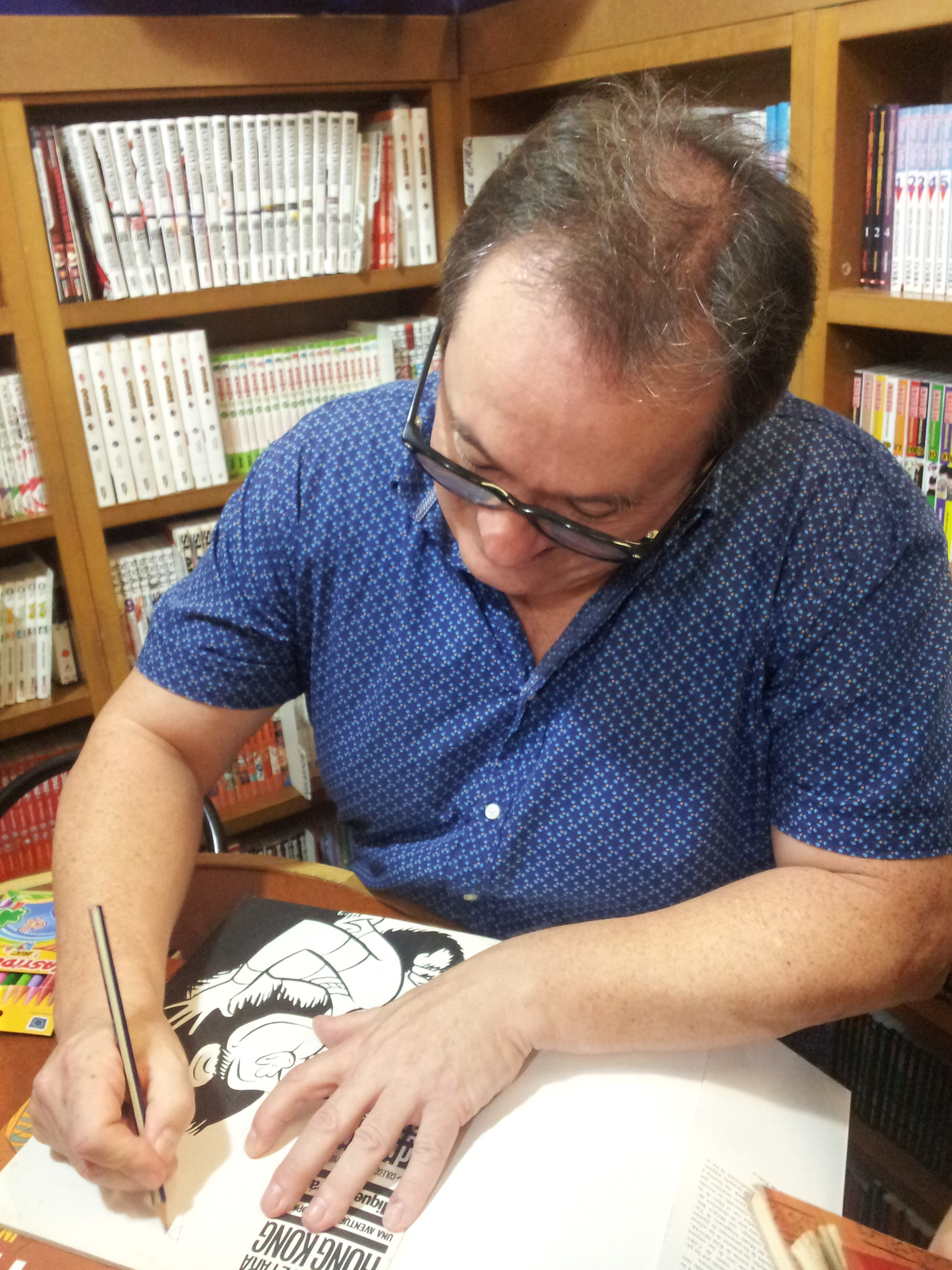
Mique Beltran signant un exemplar de la primera aventura de Cleopatra, Pasaporte para Hong-Kong.

Las aventuras de Cleopatra és una sèrie de còmic creada per Mique Beltrán per a la revista Cairo. La seua protagonista homònima és el personatge més famós de l'autor i l'heroïna més famosa del còmic espanyol dels anys 80, si no l'única. Va comptar amb un spin-off protagonitzat pel seu fill, Marco Antonio, publicat a "El Pequeño País" durant la dècada següent.
La primera aparició de Cleopatra va tenir lloc en el número 7 de la revista Cairo en la historieta breu titulada Pasaporte para Hong-Kong. La seua primera aventura llarga, La pirámide de Cristal, es va publicar en els números 13 a 17 de Cairo, mentre que la segona, Macao, va quedar inconclusa a causa del tancament de la revista i es va publicar íntegrament en la francesa "Pilote" a l'any següent.
Editorial Complot va editar, dins de la col·lecció "Misión Imposible", La pirámide de cristal, una aventura de Cleopatra (1984, ISBN 84-7763-006-2).
Las aventuras de Cleopatra es considera un dels millors còmics d'humor apareguts en els anys 80. Partint de l'herència d'Hergé, Mique Beltrán desenvolupa un Pastitx, que mostra el seu gran amor pel cinema. Tot això amb un ritme frenètic i abundants canvis de angulación.